# Gasherbrum V
El Gasherbrum V (en urdu: گاشربرم - 5) es una montaña del macizo Gasherbrum, localizado en la cordillera del Karakórum de la zona de Gilgit-Baltistán, en Pakistán.

## Localización y nombre
El macizo Gasherbrum es un grupo remoto de picos localizado al extremo nororiental del glaciar Baltoro, en la cordillera del Karakórum del Himalaya. El macizo cuenta con tres de los picos de más de 8000 metros de altitud del mundo (si se incluye al Broad Peak). Se dice a menudo que Gasherbrum significa «montaña brillante», presumiblemente en referencia a la muy visible cara del Gasherbrum IV, pero en realidad significa en balti «rgasha» (hermoso) y «brum» (montaña), por lo que en realidad significa «montaña hermosa».
Mientras que los cuatro picos más altos del Gasherbrum (Gasherbrum I al IV) han sido nombrados y numerados desde el siglo XIX, el Gasherbrum V (al igual que su vecino el Gasherbrum VI) fueron considerados como «subpicos del collado Sur del Gasherbrum IV». El geólogo suizo y experto en el Himalaya, Günter Oskar Dyhrenfurth, recomendó darle nombre propio a esta montaña y propuso en 1934 el nombre de Gasherbrum V, nombre que ahora está bien establecido.

## Altitud
Aunque en textos anteriores le fue dado una altitud de alrededor de 7320 metros, es más probable que la montaña tenga 7150 metros aproximadamente. El mapa topográfico militar de Rusia 1:100.000, muestra una altitud de 7120 metros. El mapa actual más preciso de la región es probablemente el de la serie «Mapas de las Montañas Nevadas en China», que le da una medida de 7147 metros. En este mapa, el paso que conecta al Gasherbrum III es de 6493 metros (654 metros de prominencia).

## Historial de ascensos
El 1 de agosto de 1975, una expedición japonesa fue la primera en completar los 7102 metros de la cumbre Este.
El pico principal fue escalado por primera vez el 25 de julio de 2014, por Seong Nakjong y An Chi Young.